# Anthony Ashley-Cooper, II conte di Shaftesbury
Anthony Ashley-Cooper, II conte di Shaftesbury (Wimborne St. Giles, 16 gennaio 1652 – Wimborne St. Giles, 2 novembre 1699), è stato un politico inglese.

## Biografia
Era il figlio di Anthony Ashley-Cooper, I conte di Shaftesbury, e di sua moglie, Lady Frances Cecil.

## Carriera
È stato eletto per la Camera dei comuni per Weymouth and Melcombe Regis (1673-1679). Nel 1683 successe al padre alla contea, prendendo posto nella Camera dei lord.

## Matrimonio
Sposò, il 22 settembre 1669, Lady Dorothy Manners (?-1698), figlia di John Manners, VIII conte di Rutland. Ebbero tre figli:
- Anthony Ashley-Cooper, III conte di Shaftesbury (26 febbraio 1671-15 febbraio 1713);
- Elizabeth Ashley-Cooper (?-20 gennaio 1744), sposò James Harris, ebbero quattro figli;
- Maurice Ashley-Cooper (14 aprile 1675-21 ottobre 1726), sposò Catharine Popple, non ebbero figli.

## Morte
Morì il 10 novembre 1699, all'età di 47 anni.

## Ascendenza
|                                                |               |                                      | Genitori                             |  |  | Nonni |  |  | Bisnonni    |  |  | Trisnonni      |  |
|                                                |               |                                      |                                      |  |  |       |  |  | John Cooper |  |  | Richard Cooper |  |
|                                                |               |                                      |                                      |  |  |       |  |  | John Cooper |  |  | Richard Cooper |  |
|                                                |               | June Kingsmill                       |                                      |  |  |       |  |  | John Cooper |  |  |                |  |
| John Cooper, I baronetto                       |               |                                      |                                      |  |  |       |  |  | John Cooper |  |  |                |  |
|                                                |               | Martha Skutt                         | Anthony Skutt                        |  |  |       |  |  |             |  |  |                |  |
|                                                |               | Martha Skutt                         | Anthony Skutt                        |  |  |       |  |  |             |  |  |                |  |
|                                                |               | Martha Skutt                         | Gertrude Gilbert                     |  |  |       |  |  |             |  |  |                |  |
| Anthony Ashley-Cooper, I conte di Shaftesbury  |               | Martha Skutt                         |                                      |  |  |       |  |  |             |  |  |                |  |
|                                                |               | Anthony Ashley, I baronetto          | Anthony Ashley                       |  |  |       |  |  |             |  |  |                |  |
|                                                |               | Anthony Ashley, I baronetto          | Anthony Ashley                       |  |  |       |  |  |             |  |  |                |  |
|                                                |               | Anthony Ashley, I baronetto          | Dorothy Lyte                         |  |  |       |  |  |             |  |  |                |  |
| Anne Ashley                                    |               | Anthony Ashley, I baronetto          |                                      |  |  |       |  |  |             |  |  |                |  |
|                                                |               | Jane Okeover                         | Philip Okeover                       |  |  |       |  |  |             |  |  |                |  |
|                                                |               | Jane Okeover                         | Philip Okeover                       |  |  |       |  |  |             |  |  |                |  |
|                                                |               | Jane Okeover                         | Margaret Dethick                     |  |  |       |  |  |             |  |  |                |  |
| Anthony Ashley-Cooper, II conte di Shaftesbury |               | Jane Okeover                         |                                      |  |  |       |  |  |             |  |  |                |  |
|                                                | Richard Cecil | Thomas Cecil, I conte di Exeter      |                                      |  |  |       |  |  |             |  |  |                |  |
|                                                | Richard Cecil | Thomas Cecil, I conte di Exeter      |                                      |  |  |       |  |  |             |  |  |                |  |
|                                                | Richard Cecil | Dorothy Neville                      |                                      |  |  |       |  |  |             |  |  |                |  |
| David Cecil, III conte di Exeter               | Richard Cecil |                                      |                                      |  |  |       |  |  |             |  |  |                |  |
|                                                |               | Elizabeth Cope                       | Anthony Cope, I baronetto            |  |  |       |  |  |             |  |  |                |  |
|                                                |               | Elizabeth Cope                       | Anthony Cope, I baronetto            |  |  |       |  |  |             |  |  |                |  |
|                                                |               | Elizabeth Cope                       | Frances Lytton                       |  |  |       |  |  |             |  |  |                |  |
| Frances Cecil                                  |               | Elizabeth Cope                       |                                      |  |  |       |  |  |             |  |  |                |  |
|                                                |               | John Egerton, I conte di Bridgewater | Thomas Egerton, I visconte Brackley  |  |  |       |  |  |             |  |  |                |  |
|                                                |               | John Egerton, I conte di Bridgewater | Thomas Egerton, I visconte Brackley  |  |  |       |  |  |             |  |  |                |  |
|                                                |               | John Egerton, I conte di Bridgewater | Elizabeth Ravenscroft                |  |  |       |  |  |             |  |  |                |  |
| Elizabeth Egerton                              |               | John Egerton, I conte di Bridgewater |                                      |  |  |       |  |  |             |  |  |                |  |
|                                                |               | Frances Stanley                      | Ferdinando Stanley, V conte di Derby |  |  |       |  |  |             |  |  |                |  |
|                                                |               | Frances Stanley                      | Ferdinando Stanley, V conte di Derby |  |  |       |  |  |             |  |  |                |  |
|                                                |               | Frances Stanley                      | Alice Spencer                        |  |  |       |  |  |             |  |  |                |  |
|                                                |               | Frances Stanley                      |                                      |  |  |       |  |  |             |  |  |                |  |